# Atelopus muisca
Atelopus muisca es una especie de anfibios de la familia Bufonidae.
Es endémica de Colombia.
Su hábitat natural incluye montanos secos, praderas tropicales o subtropicales a gran altitud, y ríos.
Está amenazada de extinción por la pérdida de su hábitat natural.